# Valverde de Leganés
Valverde de Leganés és un municipi de la província de Badajoz, a la comunitat autònoma d'Extremadura.